# Baltic (Ohio)
Baltic é uma vila localizada no estado norte-americano de Ohio, no Condado de Coshocton e Condado de Holmes e Condado de Tuscarawas.

## Demografia
Segundo o censo norte-americano de 2000, a sua população era de 743 habitantes.
Em 2006, foi estimada uma população de 743, um aumento de 0 (0.0%).

## Geografia
De acordo com o United States Census Bureau tem uma área de
2,2 km², dos quais 2,2 km² cobertos por terra e 0,0 km² cobertos por água. Baltic localiza-se a aproximadamente 325 m acima do nível do mar.

## Localidades na vizinhança
O diagrama seguinte representa as localidades num raio de 24 km ao redor de Baltic.